# Mesnerhaus (Neuendettelsau)

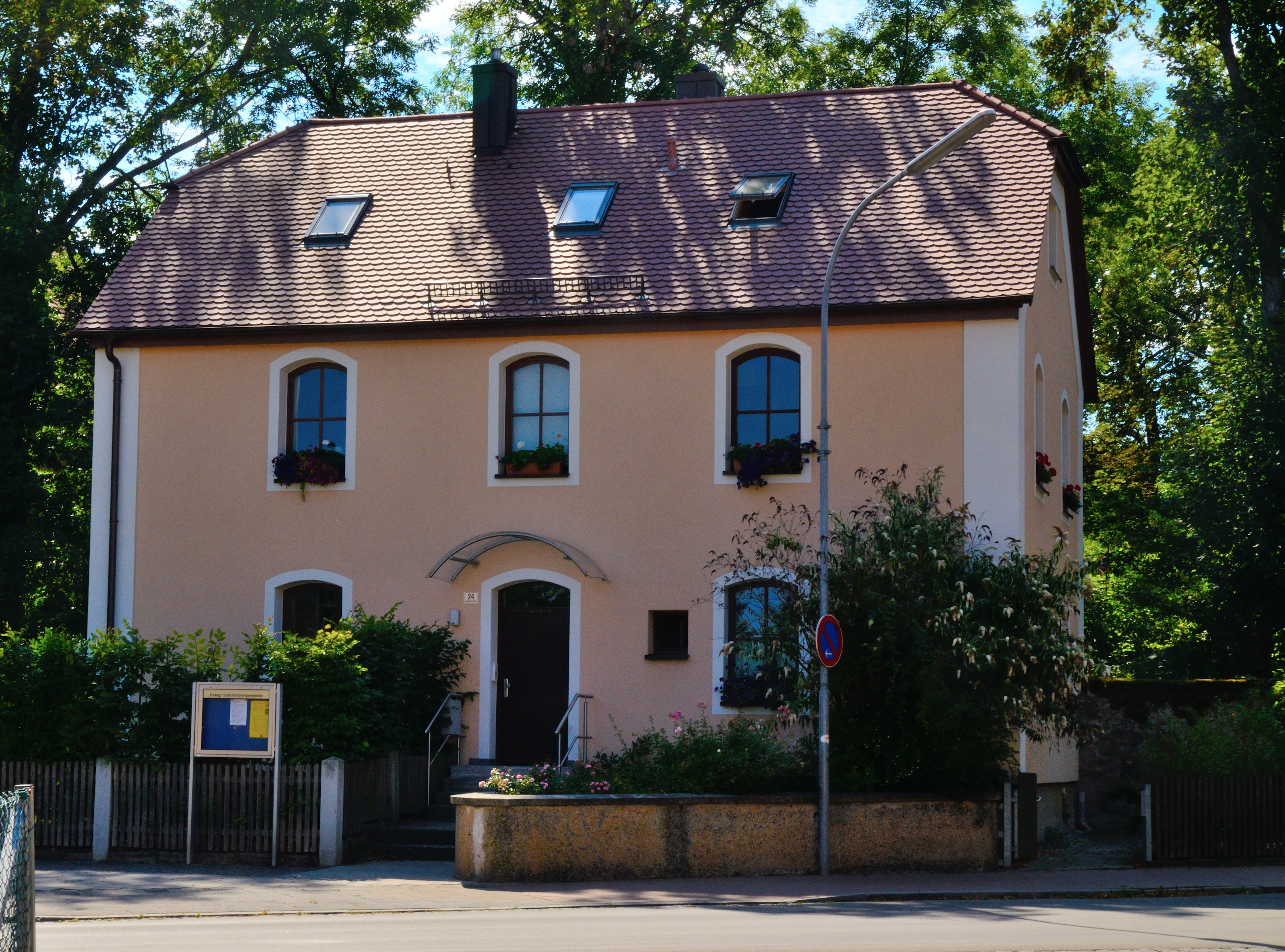
Mesnerhaus, Ostseite

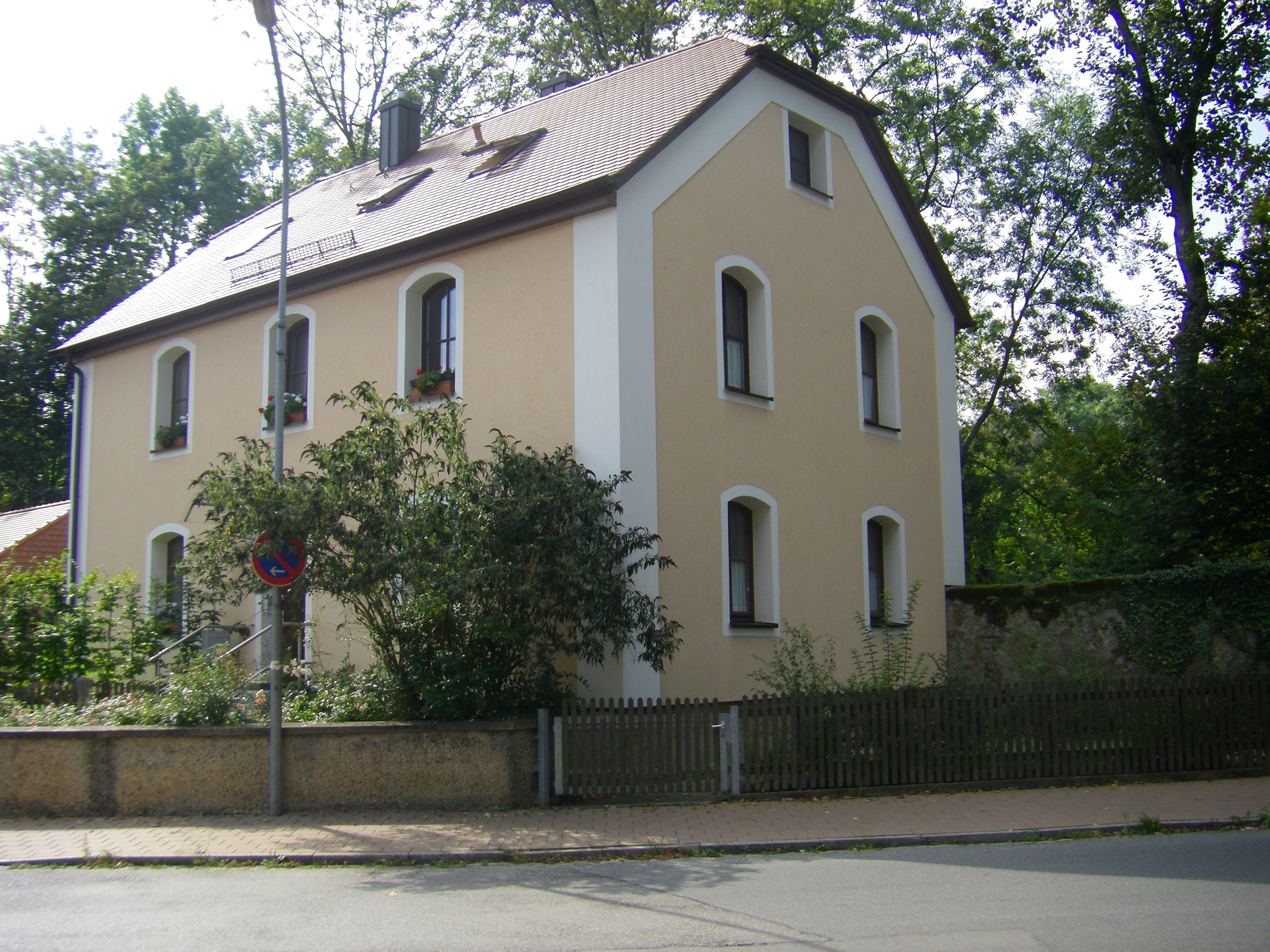
Süd- und Ostseite

Das Mesnerhaus ist ein geschütztes Baudenkmal an der Hauptstraße mit der Haus–Nr. 24 in Neuendettelsau.

## Geschichtliches
Mit Hilfe einer Schulstiftung konnte ein Schul- und Kantorhaus errichtet werden. 1652 zog der erste Mesner Paulus Wilnsdorffer ein, dessen Aufgabenbereich traditionell Schul-, Kantoren- und Hausmeisterdienste umfasste. Der Dienst wurde oft nebenberuflich versehen, Hans Möder (1656) und Wolf Christoph Wagner (1662) waren beispielsweise Bäcker, Lorenz Kinau (vor 1665) Keßler, Andreas Herbst (1665) Schneider und Zimmermeister, Paul Herbst (1682) Zimmermeister.
1682 wurde das Mesnerhaus neu errichtet. 1792 bekam das Gebäude unter der preußischen Regierung die Haus–Nr. 2. Mit dem Neubau eines Schulgebäudes (Haus–Nr. 82, Hauptstr. 11) im Jahr 1842 diente das Gebäude ausschließlich als Mesnerhaus. 1897 wurde auch dieses Gebäude abgerissen und das heutige längs der Schlossmauer neu errichtet. Seit 1901 wird das Mesnerhaus als Wohnhaus des Pfarrers z. A. bzw. seit 2008 des 2. Pfarrers genutzt.
2007 wurde das Gebäude renoviert.

## Baubeschreibung
Das Mitte des 19. Jahrhunderts errichtete zweigeschossige, traufständige Gebäude hat einen rechteckigen Grundriss und ein Krüppelwalmdach. Es hat Ecklisenen und zu allen Seiten Stichbogenfenster. An der Ostseite befindet sich ein Stichbogenportal.